# Micky Monster Maus
Micky Monster Maus ist ein US-amerikanischer animierter Kurzfilm von Chris Bailey aus dem Jahr 1995.

## Handlung
Micky Maus ist in ein Computerspiel vertieft, als Minnie Maus erscheint und gespannt ist, was beide wohl am Abend machen werden. Es ist der Jahrestag ihres ersten Rendezvous, den Micky jedoch vergessen hat. Bevor Minnie erbost gehen kann, hält Micky ihr jedoch einen Zeitungsartikel unter die Nase, der für Minigolf wirbt. Genau das habe er für den Abend geplant. Minnie sieht jedoch die Anzeige für einen Hawaii-Urlaub darunter, ist begeistert und geht. Der Urlaub kostet fast 1000 Dollar und Micky verzweifelt, hat er doch kein Geld. Pluto macht ihn auf ein Inserat aufmerksam, das für hirnlose Arbeit fast 1000 Dollar bietet. Micky begibt sich zum im Inserat angegebenen Haus.
Nachdem er geklingelt hat, wird er über einen Schacht direkt ins Innere des Hauses gezogen und an einen Stuhl gefesselt. Es erscheint der affenartige Dr. Frankenollie, der ein überdimensionales Kater-Karlo-Monster namens Julius erschaffen hat und für ihn noch ein Gehirn braucht. Obwohl sich Micky wehrt, wird sein Gehirn über Elektrizität in Julius’ Kopf verpflanzt. Micky besitzt nun das Äußere von Julius, während seine äußere Micky-Hülle nun von einem gefährlichen kleinen Monster bewohnt wird. Das Monster hat in Mickys Brieftasche ein Foto von Minnie gefunden und setzt ihr nun nach. Micky rettet Minnie, kommt jedoch mit dem Minimonster an einen Hochspannungsmast. Durch die Elektrizität erhält Micky sein Gehirn wieder und bekämpft nun zusammen mit Minnie auf einem Wolkenkratzer den hirnlosen Julius. Er fesselt ihn am Ende und stößt ihn vom Dach. Das Schlussbild zeigt Micky und Minnie auf Hawaii. Ihr Boot wird von Julius gezogen, vor dem mithilfe einer Angel ein Bild Minnis aufgehängt wurde, das dieser nun vergeblich zu erreichen versucht.

## Produktion
Micky Monster Maus lief 1995 als Vorfilm zum Disney-Realfilm Knightskater – Ritter auf Rollerblades in den US-Kinos an. Außerhalb der Vereinigten Staaten wurde der Kurzfilm vor dem Zeichentrickfilm Goofy – Der Film gezeigt, ebenso in Deutschland.
Der Film nimmt Bezug auf zahlreiche frühere Micky-Maus-Abenteuer: In Mickys Brieftasche findet sich eine Abbildung aus Steamboat Willie, die Szenen beim verrückten Wissenschaftler Dr. Frankenollie – der Name ist eine Hommage an Frank Thomas und Ollie Johnston – erinnern an Szenen aus The Mad Doctor (1933) und das Monster wird mit auf gleiche Art gefesselt wie der Riese in Tapferes kleines Schneiderlein.

## Synchronisation
| Rolle            | Originalsprecher |
| ---------------- | ---------------- |
| Micky Maus       | Wayne Allwine    |
| Minnie Maus      | Russi Taylor     |
| Dr. Frankenollie | Kelsey Grammer   |
| Julius           | Jim Cummings     |
| Pluto            | Bill Farmer      |

## Auszeichnungen
Micky Monster Maus wurde 1996 für einen Oscar in der Kategorie „Bester animierter Kurzfilm“ nominiert, konnte sich jedoch nicht gegen Wallace & Gromit – Unter Schafen durchsetzen.

## Kritiken
Das Lexikon des internationalen Films bezeichnet den Film als ein „sensationelles Comeback“ von Micky Maus und als einen „rasanten, vor Einfällen überschäumenden Kurzfilm“.